# Bryum dongolense
Bryum dongolense är en bladmossart som beskrevs av Ugo Brizi 1893. Bryum dongolense ingår i släktet bryummossor, och familjen Bryaceae. Inga underarter finns listade i Catalogue of Life.